# Jan Theuns
Johannes (Jan) Theuns (Breda, 21 oktober 1877 – aldaar, 25 maart 1961) was een Nederlands kunstschilder.
Hij volgde de ambachtsschool en een opleiding als huis- en decoratieschilder en de Avondtekenschool in Breda. Hij leerde Carel Frans Philippeau kennen. Theuns was onder de indruk van de techniek van de kunstschilders Rembrandt van Rijn en Van Dijck.
In 1927 was de kunstwereld in rep en roer over het schilderij van een oude Rabbi die de Dordtse koopman Jacob Trip voorstelde, waarvan hij werd beschuldigd de vervalser van Rembrandt te zijn.

## Werk in openbare collecties (selectie)
- Stedelijk Museum Breda in Breda